# Нихуярв
Ни́хуярв или Ни́ху (эст. Nihujärv, Nihu järv, Suur Nihujärv) — озеро в южной части Эстонии, располагается на территории волости Тырва в уезде Валгамаа. Через мелиоративную сеть сообщается с рекой Рулли, являющейся правым притоком Ыхне, впадающей в озеро Выртсъярв.

## Физико-географическая характеристика
Озеро Нихуярв находится в лесу в 6,5 км от центра деревни Кооркюла, тянется с северо-запада на юго-восток. Площадь 5,6 га, глубина до 4 м, высота над уровнем моря 70,5 м. Берега преимущественно низкие и заболоченные, только северо-восточный берег высокий и песчаный. На дне озера толстый слой ила.
Вода в озере зеленовато-жёлтая, прозрачность средняя (2 м). По данным на 1961 год, в озере насчитывалось 17 видов растений: кувшинка белая, кубышка, рдест.
Из рыбы в озере водятся верховка и плотва, возможно, и щука.